# Lodowiec Szelfowy Wilkinsa
Lodowiec Szelfowy Wilkinsa (ang. Wilkins Ice Shelf) – lodowiec szelfowy w Antarktydzie Zachodniej na Morzu Bellingshausena wypełniający cieśninę Wilkins Sound między Wyspą Aleksandra a wyspami Charcota i Latady Island; od lat 90. XX w. ulegający stopniowemu rozpadowi pod wpływem zmian klimatycznych.

## Nazwa
Lodowiec bierze swoją nazwę od nazwy cieśniny Wilkins Sound, którą wypełnia . Sama cieśnina została nazwana na cześć australijskiego polarnika Huberta Wilkinsa (1888–1958), który w 1929 roku jako pierwszy udowodnił, że Wyspa Charcota to wyspa . 

## Geografia
Lodowiec Szelfowy Wilkinsa leży w Antarktydzie Zachodniej na Morzu Bellingshausena wypełniając cieśninę Wilkins Sound między Wyspą Aleksandra a wyspami Charcota i Latady Island . 

### Rozpad lodowca

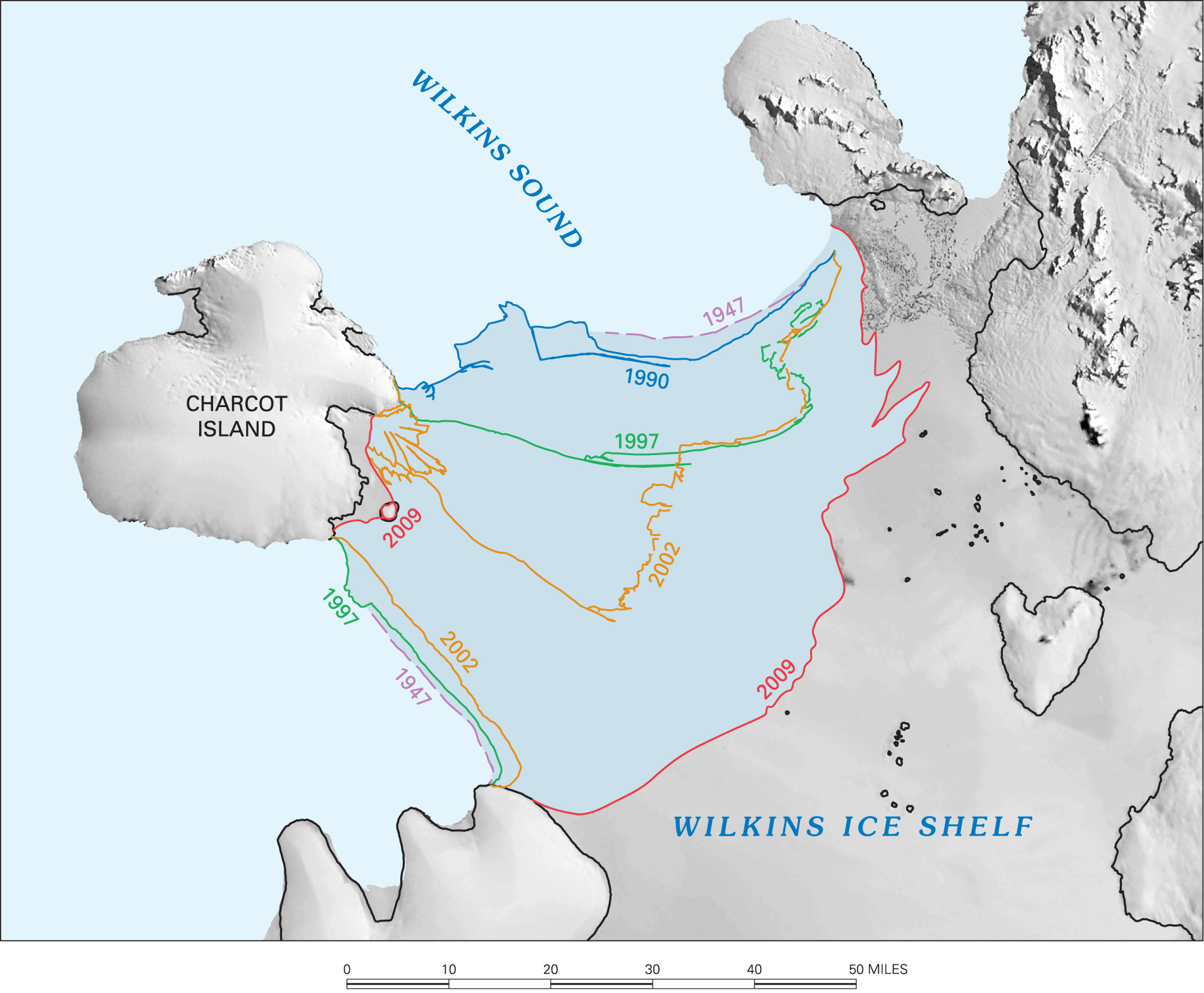
Rozpad lodowca (1947–2009)

Do lat 90. XX w. Lodowiec Szelfowy Wilkinsa zajmował powierzchnię ok. 16 tys. km², po czym zaczął ulegać rozpadowi . Północna część lodowca zaczęła pękać, ale nie dochodziło jeszcze do odrywania się fragmentów .    
Dezintegracja lodowca przyspieszyła na początku XXI wieku wskutek ocieplenia klimatu i działalności fal oceanicznych . Doszło do szybkiego procesu topnienia lodu na powierzchni oraz do topnienia lodowca od dołu pod wpływem ocieplonej wody oceanicznej . Na początku XXI wieku maksymalna grubość lodowca dochodziła do 200–240 m .
Jego powierzchnia zmalała do ok. 13700 km² w styczniu 2008 roku . W marcu 2008 roku odłamał się fragment o powierzchni 405 km², pozostawiając niewielki „most” (ang. ice bridge) o maksymalnej szerokości 6 km łączący lodowiec z Wyspą Charcota . Cały proces trwał około siedmiu godzin . W czerwcu i lipcu tego samego roku – w okresie zimowym – kolejne części uległy dezintegracji . Powierzchnia lodowca zmniejszyła się do 10 300 km² . 
W październiku i listopadzie 2008 roku pojawiły się szczeliny na odcinku „mostu” . W kwietniu 2009 roku rozpadowi uległa również ta część, pozostawiając lodowiec narażony na działalność fal morskich i zwiększając prawdopodobieństwo jego szybkiej dezintegracji . W marcu 2013 roku zaobserwowano na zdjęciach satelitarnych kolejne sygnały rozpadu .

## Historia
Lodowiec Szelfowy Rossa
     Lodowiec Szelfowy Ronne i Lodowiec Szelfowy Filchnera
     Lodowiec Szelfowy Amery’ego
     Larsen C
     Lodowiec Szelfowy Riiser-Larsena
     Lodowiec Szelfowy Fimbul
     Lodowiec Szelfowy Shackletona
     Lodowiec Szelfowy Jerzego VI
     Zachodni Lodowiec Szelfowy

Główne lodowce szelfowe Antarktydy (2008):
Lodowiec Szelfowy Rossa
Lodowiec Szelfowy Ronne i Lodowiec Szelfowy Filchnera
Lodowiec Szelfowy Amery’ego
Larsen C
Lodowiec Szelfowy Riiser-Larsena
Lodowiec Szelfowy Fimbul
Lodowiec Szelfowy Shackletona
Lodowiec Szelfowy Jerzego VI
Zachodni Lodowiec Szelfowy
Lodowiec Szelfowy Wilkinsa
Lodowiec Szelfowy Abbota
Lodowiec Szelfowy Getza

     Lodowiec Szelfowy Wilkinsa
     Lodowiec Szelfowy Abbota
     Lodowiec Szelfowy Getza
Lodowiec Szelfowy Wilkinsa został sfotografowany z powietrza przez ekspedycję badawczą Finna Ronnego (1899–1980) (ang. Ronne Antarctic Research Expedition, RARE) w 1947 roku . W 1959 roku został zmapowany na podstawie zdjęć lotniczych przez Falkland Islands Dependencies Survey (FIDS) .